# باربارا جوردن
باربارا جوردن (انگلیسی: Barbara Jordan؛ زادهٔ ۲ آوریل ۱۹۵۷) تنیس‌باز اهل ایالات متحده آمریکا است.
وی فاتح بخش انفرادی تنیس آزاد استرالیا در سال ۱۹۵۹ و بخش میکس دونفره در سال ۱۹۸۳ در تنیس آزاد فرانسه به همراه الیوت تلتشر است.